# Menophra suberaria
Menophra suberaria là một loài bướm đêm trong họ Geometridae.